# جیم سسر
جیمز رالف سسر (به انگلیسی: James Ralph Sasser) سناتور سابق عضو حزب دموکرات ایالات متحده آمریکا بود. وی در سال ۱۹۷۷ تا ۱۹۹۵ میلادی سناتور ایالت تنسی در سنای ایالات متحده آمریکا بود.